# أعمال شغب سارسيل 2014
أعمال شغب سارسيل 2014 هي أعمال حدثت في سارسيل بفرنسا في يوم الأحد، 20 يوليو 2014، حيث تحولت مظاهرة مؤيدة للفلسطينيين ضد الغزو البري الإسرائيلي لغزة إلى أعمال شغب في سارسيل، فرنسا. جمعت مظاهرة غير قانونية حوالي 500 شخص (الشرطة والمنظمون لديهم أرقام مماثلة)، دون وقوع حوادث، لكن أعمال الشغب اندلعت بسرعة بعد تفريق التظاهرة، بدءًا من استفزاز 50 متظاهراً للشرطة وانخراط 300 شخص في نهاية المطاف، حسب تقرير شرطة مكافحة الشغب. تعرضت الأعمال التجارية المملوكة لليهود وغير اليهود للهجوم والنهب على أيدي شبان محليين مسلحين بقضبان حديدية وهراوات خشبية. كان أعضاء رابطة الدفاع اليهودية حاضرين في سارسيل، ووقف حوالي 30 شاب منهم أمام مدخل كنيس يهودي وقد حملوا الهراوات والقضبان الحديدية ورفعوا العلم الإسرائيلي. واتهمت جماعات فلسطينية العصبة باستفزاز الهجوم بالاستهزاء بالمتظاهرين وإلقاء المقذوفات.

## خلفية
يعيش في ضاحية سارسيل عدد كبير من اليهود الشرقيين، وكذلك يعيش فيها أيضا عدد كبير من المهاجرين من أصول عربية. وقد وُلد رياض محرز عام 1991 في الضاحية من أبوين ذوي أصول جزائرية.
وكانت قد بُرمجت تظاهرتين، تظاهرة لدعم الشعب الفلسطيني وتجمع لدعم إسرائيل دعت إليه عصبة الدفاع عن اليهود، في نفس المكان أمام محطة قطارات سارسيل، ونفس الساعة، مما دفع السلطات المحلية لمنع التظاهرتين.

### المظاهرات المؤيدة للفلسطينيين
خلقت الحرب على غزة الكثير من المشاعر في فرنسا، لا سيما بين السكان الفرنسيين المنحدرين من أصل عربي. تم طرح هذه التركيبة الاجتماعية للفلسطينيين من قبل الجماعات اليسارية الراديكالية وما بعد الاستعمار ومن خلال وسائل الإعلام اليمينية،  ووقعت معظم الأحداث في الأحياء ذات الدخل المنخفض والمرتفع من الهجرة. ومع ذلك، بعد أن قدمت دعمًا مباشرًا بشكل غير عادي لإسرائيل،  اتخذت الحكومة الفرنسية موقفًا متشددًا ومنعت تقريبًا كل مظاهرة مؤيدة للفلسطينيين. بدأت عمليات الحظر حوالي 14 يوليو، وقُدمت في الغالب على أنها فنية وبسبب التداخل مع احتفالات العيد الوطني،  ولكن ليس في كل مكان. ثم سرعان ما تحولت التبريرات المقدمة لعمليات الحظر اللاحقة إلى الاشتباكات بين النشطاء المؤيدين للفلسطينيين والمؤيدين لإسرائيل، والتي بدأت في وقت قريب من 13 يوليو. وأدى ذلك إلى العديد من المظاهرات غير القانونية خلال هذا الشهر، في سياق توترات. ولا سيما باربي وسارسيل. غالبًا ما وُصِفت هذه المظاهرات بأنها معادية للسامية، وقد أشارت العديد من التعليقات إلى وجود توجهات إسلامية أو عرقية («جماعات اجتماعية») داخل تلك المظاهرات، على الرغم من أنها نظمت في الغالب من قبل اليسار الراديكالي وأقصى اليسار (ولا سيما جيش الشعب الجديد). بُثت بعض الأخبار غير الصحيحة وصُححت بعد ذلك،  بينما لدينا تقارير شفوية عن جمل معادية للسامية يصعب التحقق منها (مثل شائعة «Mort aux Juifs») !، «الموت لليهود!») ولكن يمكن العثور على بعض الصور من مجال ديودونيه. في موازاة ذلك، حُظرت المظاهرة المضادة المؤيدة لإسرائيل في سارسيل أيضًا، حيث شاركت مجموعات مثل عصبة الدفاع عن اليهود بالفعل في عدة مواجهات عنيفة مع المتظاهرين المؤيدين للفلسطينيين في الأيام السابقة.

### ادعاءات تنامي معاداة السامية
يوجد في فرنسا ثالث أكبر مجتمع من اليهود بعد إسرائيل والولايات المتحدة، وقد ازدادت معاداة السامية في فرنسا بشكل ملحوظ في السنوات الأخيرة، حيث زعمت إحدى مجموعات المراقبة أنها زادت بنسبة 700 بالمائة منذ التسعينيات. منذ بداية القرن الحادي والعشرين، وجدت معاداة السامية في فرنسا مصادر جديدة للتجنيد من بعض الجماعات اليسارية وفي تحديد نسبة كبيرة من السكان المهاجرين المسلمين مع القضية الفلسطينية من ناحية ومع الإسلام الراديكالي من ناحية أخرى. بحلول أوائل عام 2014، تجاوز عدد اليهود الفرنسيين الذين هاجروا إلى إسرائيل عدد اليهود الأمريكيين وفي نفس الوقت كان 70 بالمائة من اليهود الفرنسيين قلقين بشأن الإهانات أو المضايقات و60 بالمائة بشأن الاعتداء الجسدي بسبب يهوديتهم، وكلا الرقمين أعلى من ذلك بكثير من المتوسط الأوروبي.

## التفاعلات

### استجابة الحكومة
ندد رئيس وزراء فرنسا مانويل فالس بالهجوم ووصفه بأنه معاد للسامية. وقال عن الهجوم، «ما حدث في سارسيل لا يطاق: مهاجمة كنيس أو محل بقالة كوشير، هي بكل بساطة معاداة للسامية وعنصرية».
وقال وزير الداخلية برنارد كازينوف إن العنف أدى إلى الحظر، وليس أن الحظر هو الذي أدى إلى العنف. وأدان ما وصفه بـ«أعمال العنف المعادية للسامية» خلال زيارة قام بها إلى سارسيل، وعقب «عندما يمس كنيس ويحرق متجر لأن يهوديا يملكه، يكون ذلك عملا معاديا للسامية» وأكد أن «الأشياء يجب أن تسمى بأسمائها».
وسُجن ثلاثة رجال تتراوح أعمارهم بين 21 و28 عامًا لمدة تتراوح بين ستة وعشرة أشهر لدورهم في أعمال الشغب. حُكم على رجل رابع مع وقف التنفيذ، وحُكم على قاصر بغرامة. وحكم على ثلاثة رجال آخرين بالسجن مع وقف التنفيذ لدورهم في أعمال شغب في باريس في نفس اليوم. لم تكن أي من الإدانات في سارسيل بتهمة «معاداة السامية». وبدلاً من ذلك، كانا بسبب جرائم بسيطة تتعلق بالنظام العام. لم تستخدم الشرطة أو المدعون العامون مصطلح «الشغب» مطلقًا.
في 22 يوليو 2014، رخصت الحكومة الاشتراكية بمظاهرة جديدة تضامنا مع غزة في باريس بتاريخ 23 يوليو وسط إجراءات أمنية مشددة بعد منعها لتظاهرتين في نهاية الأسبوع الماضي.

### عمدة مسجد باريس
ندّد خطيب مسجد باريس، دليل بوبكر، في خطبة الجمعة الماضية، بـ«مجازر غزة»، وطالب بـ«نصرة أهل الرباط فيها»، لكنه أصدر بياناً طالب فيه المسلمين بـ«عدم الاعتداء على أماكن العبادة اليهودية»، قبل أن يؤكد الحاخام، حاييم كورسيا، بأن «الكنيس لم يتعرّض لأي تهديد أو اعتداء».